# اودا نوبوفوسا
اودا نوبوفوسا (به ژاپنی: 織田信房) یک سامورایی در دوره سنگوکو بود وی در ابتدا به اودا نوبوهیده و سپس به پسر وی اودا نوبوناگا خدمت می‌کرد. وی در نبرد آزوکیزاکا (۱۵۴۲) شرکت داشت. وی همچنین در نبرد اینو به نفع نوبوناگا با برادر کوچکتر وی اودا نوبویوکی جنگید.